# Dirrhagofarsus
Dirrhagofarsus är ett släkte av skalbaggar som beskrevs av Edmond Jean-Baptiste Fleutiaux 1935. Dirrhagofarsus ingår i familjen halvknäppare.
Släktet innehåller bara arten Dirrhagofarsus attenuatus.